# ربيع جان
ربيع جان (2 مايو 2007 -) ممثل سوري شقيقه شق توم هو شادي جان. 
شارك ربيع بعدد من الأعمال التلفزيونية والسينمائية والمسرحية.

## السيرة
ولد ربيع في الثاني من أيار عام 2007 وأول عمل شارك به هو دور بفيلم فانية وتتبدد مع المخرج نجدة أنزور وبعدها بدأت تتوالى أعماله ليأخذ أدواراً أخرى.
أخوه شادي الذي أديا سوية شخصية عمر وعمار في مسلسل سوق الحرير.

## المواهب الأخرى
بالإضافة إلى التمثيل فربيع يدرس الموسيقا منذ أن كان عمره خمسة سنوات، ويدرس رقص الباليه في مدرسة الباليه السورية.

## حارس القدس
أدى شخصية المطران ايلاريون كبوجي في مرحلة الطفولة في مسلسل حارس القدس.

## الأعمال[1]
- فيلم فانية وتتبدد 2015
- مسلسل غرابيب سود 2017
- فيلم دمشق حلب 2018
- فيلم الاعتراف 2019
- مسلسل ممالك النار 2019
- مسلسل حارس القدس 2020
- مسلسل سوق الحرير 2020